# Paraditremops albipectus
Paraditremops albipectus är en stekelart som först beskrevs av Brulle 1846.  Paraditremops albipectus ingår i släktet Paraditremops och familjen brokparasitsteklar. Inga underarter finns listade i Catalogue of Life.